# Tyias Browning
Tyias Browning, noto come Jiang Guangtai (Liverpool, 27 maggio 1994), è un calciatore inglese naturalizzato cinese, difensore dello Shanghai Haigang e della nazionale cinese.

## Caratteristiche tecniche
Difensore centrale, viene utilizzato anche come terzino destro.

## Carriera

### Club
Entra a far parte del settore giovanile dell'Everton nel 2004.
Nel gennaio 2014 viene ceduto in prestito mensile al Wigan, in Championship, dove colleziona 2 presenze.
Tornato all'Everton, a partire dalla stagione 2014-2015 entra stabilmente nella rosa della prima squadra. Il suo esordio ufficiale con la maglia dei Toffees arriva il 27 settembre 2014, nel derby del Merseyside contro il Liverpool ad Anfield, entrando in campo nel secondo tempo al posto di Tony Hibbert.

### Nazionale
Ha giocato per le nazionali inglesi Under-17, Under-19 e Under-20.
Naturalizzato cinese ha segnato il primo gol il 20 giugno 2023 contro la Palestina.

## Statistiche

### Presenze e reti nei club
Statistiche aggiornate al 2 gennaio 2023.
| Stagione             | Squadra              | Campionato           | Campionato | Campionato | Coppe nazionali | Coppe nazionali | Coppe nazionali | Coppe continentali | Coppe continentali | Coppe continentali | Altre coppe | Altre coppe | Altre coppe | Totale | Totale |
| Stagione             | Squadra              | Comp                 | Pres       | Reti       | Comp            | Pres            | Reti            | Comp               | Pres               | Reti               | Comp        | Pres        | Reti        | Pres   | Reti   |
| -------------------- | -------------------- | -------------------- | ---------- | ---------- | --------------- | --------------- | --------------- | ------------------ | ------------------ | ------------------ | ----------- | ----------- | ----------- | ------ | ------ |
| 2013-gen. 2014       | Everton              | PL                   | 0          | 0          | FACup+CdL       | 0+0             | 0+0             | -                  | -                  | -                  | -           | -           | -           | 0      | 0      |
| gen. 2014            | Wigan                | FLC                  | 2          | 0          | FACup+CdL       | 0+0             | 0+0             | -                  | -                  | -                  | -           | -           | -           | 2      | 0      |
| feb.-giu. 2014       | Everton              | PL                   | 0          | 0          | FACup+CdL       | 0+0             | 0+0             | -                  | -                  | -                  | -           | -           | -           | 0      | 0      |
| 2014-2015            | Everton              | PL                   | 2          | 0          | FACup+CdL       | 0+0             | 0+0             | UEL                | 1                  | 0                  | -           | -           | -           | 3      | 0      |
| 2015-2016            | Everton              | PL                   | 5          | 0          | FACup+CdL       | 0+1             | 0+0             | -                  | -                  | -                  | -           | -           | -           | 6      | 0      |
| 2016-gen. 2017       | Everton U21          | -                    | -          | -          | FLT             | 1               | 0               | -                  | -                  | -                  | -           | -           | -           | 1      | 0      |
| 2016-gen. 2017       | Everton              | PL                   | 0          | 0          | FACup+CdL       | 0               | 0               | -                  | -                  | -                  | -           | -           | -           | 0      | 0      |
| gen.-mag. 2017       | Preston North End    | FLC                  | 8          | 0          | FACup+CdL       | 0+0             | 0+0             | -                  | -                  | -                  | -           | -           | -           | 8      | 0      |
| 2017-2018            | Sunderland           | FLC                  | 27         | 0          | FACup+CdL       | 1+1             | 0+0             | -                  | -                  | -                  | -           | -           | -           | 29     | 0      |
| 2018-feb. 2019       | Everton U21          | -                    | -          | -          | FLT             | 3               | 0               | -                  | -                  | -                  | -           | -           | -           | 3      | 0      |
| Totale Everton U21   | Totale Everton U21   | Totale Everton U21   | -          | -          |                 | 4               | 0               |                    | -                  | -                  |             | -           | -           | 4      | 0      |
| 2018-feb. 2019       | Everton              | PL                   | 0          | 0          | FACup+CdL       | 0+0             | 0+0             | -                  | -                  | -                  | -           | -           | -           | 0      | 0      |
| Totale Everton       | Totale Everton       | Totale Everton       | 7          | 0          |                 | 1               | 0               |                    | 1                  | 0                  |             | -           | -           | 9      | 0      |
| 2019                 | Guangzhou            | CSL                  | 4          | 0          | CC              | 1               | 0               | ACL                | 8                  | 0                  | -           | -           | -           | 13     | 0      |
| 2020                 | Guangzhou            | CSL                  | 11+6       | 0          | CC              | 0               | 0               | ACL                | 4                  | 0                  | -           | -           | -           | 21     | 0      |
| 2021                 | Guangzhou            | CSL                  | 19         | 0          | CC              | 0               | 0               | ACL                | 0                  | 0                  | -           | -           | -           | 19     | 0      |
| gen.-ago. 2022       | Guangzhou            | CSL                  | 8          | 0          | CC              | 0               | 0               | ACL                | 0                  | 0                  | -           | -           | -           | 8      | 0      |
| Totale Guangzhou     | Totale Guangzhou     | Totale Guangzhou     | 48         | 0          |                 | 1               | 0               |                    | 12                 | 0                  |             | -           | -           | 61     | 0      |
| ago.-dic 2022        | Shanghai Port        | CSL                  | 15         | 2          | CC              | 2               | 0               | ACL                | 0                  | 0                  | -           | -           | -           | 17     | 2      |
| 2023                 | Shanghai Port        | CSL                  | 24         | 1          | CC              | 1               | 0               | ACL                | 0+1                | 0                  |             |             |             | 26     | 1      |
| Totale Shanghai Port | Totale Shanghai Port | Totale Shanghai Port | 39         | 3          |                 | 3               | 0               |                    | 1                  | 0                  |             |             |             | 43     | 3      |
| Totale carriera      | Totale carriera      | Totale carriera      | 138        | 3          |                 | 11              | 0               |                    | 14                 | 0                  |             | -           | -           | 163    | 3      |

### Cronologia presenze e reti in nazionale
| Cronologia completa delle presenze e delle reti in nazionale ― Cina | Cronologia completa delle presenze e delle reti in nazionale ― Cina | Cronologia completa delle presenze e delle reti in nazionale ― Cina | Cronologia completa delle presenze e delle reti in nazionale ― Cina | Cronologia completa delle presenze e delle reti in nazionale ― Cina | Cronologia completa delle presenze e delle reti in nazionale ― Cina | Cronologia completa delle presenze e delle reti in nazionale ― Cina | Cronologia completa delle presenze e delle reti in nazionale ― Cina |
| Data                                                                | Città                                                               | In casa                                                             | Risultato                                                           | Ospiti                                                              | Competizione                                                        | Reti                                                                | Note                                                                |
| ------------------------------------------------------------------- | ------------------------------------------------------------------- | ------------------------------------------------------------------- | ------------------------------------------------------------------- | ------------------------------------------------------------------- | ------------------------------------------------------------------- | ------------------------------------------------------------------- | ------------------------------------------------------------------- |
| 30-5-2021                                                           | Suzhou                                                              | Guam                                                                | 0 – 7                                                               | Cina                                                                | Qual. Mondiali 2022                                                 | -                                                                   |                                                                     |
| 7-6-2021                                                            | Sharja                                                              | Cina                                                                | 2 – 0                                                               | Filippine                                                           | Qual. Mondiali 2022                                                 | -                                                                   |                                                                     |
| 15-6-2021                                                           | Sharjah                                                             | Cina                                                                | 3 – 1                                                               | Siria                                                               | Qual. Mondiali 2022                                                 | -                                                                   |                                                                     |
| 7-10-2021                                                           | Sharjah                                                             | Cina                                                                | 3 – 2                                                               | Vietnam                                                             | Qual. Mondiali 2022                                                 | -                                                                   |                                                                     |
| 27-1-2022                                                           | Saitama                                                             | Giappone                                                            | 2 – 0                                                               | Cina                                                                | Qual. Mondiali 2022                                                 | -                                                                   |                                                                     |
| Totale                                                              |                                                                     | Presenze                                                            | 5                                                                   |                                                                     | Reti                                                                | 0                                                                   |                                                                     |

## Palmarès

### Club

#### Competizioni nazionali
- Campionato cinese: 3

Guangzhou Evergrande: 2019
Shanghai Haigang: 2023, 2024
- Coppa di Cina: 1

Shanghai Haigang: 2024